# Zacharias Frankel
Pour les articles homonymes, voir Frankel (homonymie).
Zacharias Frankel (Prague, 1801 - Breslau 1875) est un rabbin allemand originaire de Bohême. Cet historien, qui étudia le développement historique du judaïsme, est principalement connu pour être le fondateur du judaïsme positivo-historique, ancêtre idéologique du Mouvement Massorti, appelé judaïsme conservateur aux États-Unis.

## Biographie
Zacharias Frankel descendait, par son père, d'une famille d'exilés de Vienne en 1670 apparentée à la famille Spira, réputée pour ses rabbins. Par sa mère, il descendait de la famille Fischel qui avait donné de nombreux talmudistes à la communauté juive de Prague. Il reçut son éducation juive à la yeshiva de Bezalel Ronsburg (en).
En 1825, il partit à Budapest, et se prépara aux études universitaires, recevant son diplôme en 1831. L'année suivante, il était nommé « Kreisrabbiner » (rabbin de district) de Litoměřice par le gouvernement, devenant le premier rabbin à avoir reçu une éducation moderne. Il s'établit à Teplice, dont la congrégation, la plus importante du district, l'avait élu rabbin.
En 1836, il fut nommé grand-rabbin de Leipzig et de Dresde, poste qui lui fut confirmé par le gouvernement de Saxe. Il fit ériger, en 1840, une grande synagogue à Dresde. En 1843, on l'invitait à prendre le poste de grand-rabbin de Berlin, lequel avait été vacant depuis 1800, mais il finit par décliner l'offre après une longue correspondance, en grande partie à cause du gouvernement prussien qui, en accord avec sa politique fixée, refusait de reconnaître un caractère officiel à l'institution. Il demeura à Dresde jusqu'en 1854, année à laquelle il fut appelé à diriger le Jüdisch-Theologisches Seminar de Breslau (en province de Silésie) fondé par Jonas Fränckel. Il y demeura jusqu'à sa mort.

## Judaïsme positivo-historique
Le judaïsme au temps de Frankel a subi une mutation significative dans le monde ashkénaze : à la suite du mouvement juif d'apprentissage de la culture germanique, une frange significative des Juifs en Allemagne souhaite, afin de hâter son intégration, réviser en profondeur la Halakha, qui détermine les rites, et accessoirement les croyances, du judaïsme. Ce mouvement, appelé judaïsme réformé, est initialement si radical, que l'un de ses partisans, David Friedländer, soumet l'idée, immédiatement rejetée, d'un « baptême sec » consistant en une adhésion quasi totale au luthéranisme, à l'exception du culte de Jésus et de quelques cérémonies. À l'inverse, le Hatam Sofer déclare toute nouveauté en contradiction avec le judaïsme, menant à un judaïsme figé, ennemi de toute ouverture aux idées modernes. Ce judaïsme est qualifié d'« orthodoxe » par ses détracteurs progressistes. Les courants intermédiaires sont fortement minoritaires : parmi ceux-ci, Samson Raphael Hirsch propose un judaïsme résolument orthodoxe et moderne.
Zacharias Frankel poursuit une autre approche, qu'on pourrait qualifier de centriste, ou réformiste modérée, dite judaïsme positivo-historique, ou encore massorti (traditionaliste dynamique) : le judaïsme doit se définir de façon positive, et non en creux du christianisme ; pour ce faire, la Halakha doit être fidèlement observée. Néanmoins, argue-t-il, la Halakha a fait autrefois l'objet de nombreuses interprétations différentes au cours des époques, certaines lois ayant été abandonnées, d'autres observées avec une nouvelle rigueur. À l'encontre du judaïsme orthodoxe, moderne ou non, Zacharias Frankel ne s'oppose pas aux changements. À l'encontre du judaïsme réformé, il insiste pour que ces réformes soient basées sur le savoir, et non les simples desiderata des laïcs, qu'elles ne soient entérinées qu'après une analyse minutieuse et raisonnée, soient réalisées progressivement, et ne modifient pas radicalement la pratique du judaïsme traditionnel.
C'est ainsi que Frankel, en réponse au président de la congrégation de Teplice qui espère que le nouveau rabbin supprimera les Missbräuche (abus), lui dit ne connaître aucun abus et que, quand bien même il y en aurait, ce n'est pas au laïc qu'il revient de se prononcer. Lui-même dénonce comme abusif, que Joseph Hoffmann, le Landesrabbiner (grand-rabbin) de Saxe-Meiningen, ait permis aux lycéens juifs d'écrire le jour du Sabbath.

## Judaïsme conservateur et mouvement massorti
Cette opinion centriste mena au mouvement Massorti en France, correspondant européen du judaïsme conservateur aux États-Unis.

## Œuvres
- De l'influence de l'exégèse juive sur l'herméneutique d'Alexandrie, 1851.
- Principes du droit d'hérédité d'après la loi de Moïse et le Talmud, 1859.
- Introduction au Talmud, 1870.
- nombreux articles dans diverses revues.